# 4345 Rachmaninoff
A 4345 Rachmaninoff (ideiglenes jelöléssel 1988 CM2) a Naprendszer kisbolygóövében található aszteroida. Eric Walter Elst fedezte fel 1988. február 11-én.